# Арцруніди
Арцруніди (вірм. Արծրունիներ) — вірменський княжий та царський рід, візантійський імператорський рід (імператор Візантії Лев V (Левон Арцруні) належав до цієї династії). Мав значний вплив. Відомий починаючи з IV століття, з кінця VIII століття до 1021 року — правляча династія Васпуракану (князі, а з 908 року — царі).

## Історія
Первинно Арцуніди володіли Адамакертом (Башкале) й округом Албак Великий. Наприкінці VII століття вони придбали території на південь та схід від озера Ван, яке раніше належало родові Рштуні. Центр володінь Арцунідів перемістився до міста Ван. Упродовж VIII століття Арцуніди поширили свою владу на весь Васпуракан і до початку IX століття почали суперництво з династією Багратідів.
Гагік Арцруні (908–943) проголосив себе царем Васпуракану, васалом Багратідів. Як незалежна держава Васпуракан існував до 1021 року, коли Сенекерім Арцруні, який не знайшов сил протистояти навалі турків-сельджуків передав своє царство Візантії. Від імператора Арцруніди отримали місто Севастію (Сивас), кілька інших міст і земель у Малій Вірменії.

## Арцруніди (Արծրունի)— правителі Васпуракану
| Ім’я                                | Роки життя | Роки правління | Примітки                                 |
| ----------------------------------- | ---------- | -------------- | ---------------------------------------- |
| Амазасп (Համազասպ Ա)                | пом. 785   | 772—785        | князь Васпуракану                        |
| Меружан III (Մերուժան Գ)            |            |                | брат Амазаспа                            |
| Гагік I (Գագիկ Ա)                   |            |                |                                          |
| Амазасп II (Համազասպ Բ)             | пом. 836   |                | син Гагіка                               |
| Ашот (Աշոտ)                         | пом. 875   | 859—875        | син Амазаспа II                          |
| Григор-Деренік (Գրիգոր-Դերենիկ)     | пом. 885   | 875—885        | син Ашота                                |
| Саркіс-Ашот (Սարկիս-Աշոտ)           | пом. 904   | 885—904        | син Григора                              |
| Гагік II (Գագիկ Բ)                  | пом. 943   | 904—943        | син Григора з 908 року — цар Васпуракану |
| Гурген (Գուրգեն)                    |            | 904—?          | син Григора                              |
| Деренік-Ашот (Դերենիկ-Աշոտ)         | пом. 959   | 943—959        | син Гагіка                               |
| Абусахл-Амазасп (Աբուսահլ-Համազասպ) | пом. 972   | 959—972        | син Гагіка                               |
| Ашот-Саак (Աշոտ-Սահակ)              | пом. 991   | 972—991        | син Абусаїла-Амазаспа                    |
| Гурген-Хачик (Գուրգեն-Խաչիկ)        | пом. 1003  | 991—1003       | син Абусаїла-Амазаспа                    |
| Сенекерім Арцруні (Սենեքերիմ)       | пом. 1026  | 968—1021       | син Абусаїла-Амазаспа                    |

## Відомі представники роду
- Арцруні Єремія Георгійович (1804–1877) — генерал-майор з 1861 року, батько Андрія та Григорія Арцруні. Закінчив Петербурзьке військове училище. Учасник російсько-перської та російсько-турецької війн. 1830 року став головним інтендантом Кавказької армії.
- Арцруні Андрій Єремійович (1845–1892) — відомий мінералог, один із засновників геохімії.
- Арцруні Григорій Єремійович (1847–1898) — відомий публіцист, засновник газети «Мшак».
- Лев V Вірменин